# Campionati africani di badminton 1992
I Campionati africani di badminton 1992 si sono svolti a Port Louis, in Mauritius. È stata la 5ª edizione del torneo, organizzato dalla Badminton Confederation of Africa.

## Podi
| Evento              | Oro                              | Argento                          | Bronzo                        |
| Singolare maschile  | Eddy Clarisse                    | Anton Kriel                      | Nico Meerholz                 |
| Singolare maschile  | Eddy Clarisse                    | Anton Kriel                      | Alan Phillips                 |
| Singolare femminile | Lina Fourie                      | Augusta Phillips                 | Martine de Souza              |
| Singolare femminile | Lina Fourie                      | Augusta Phillips                 | Vanessa van der Walt          |
| Doppio maschile     | Anton Kriel Nico Meerholz        | Gilles Allet Eddy Clarisse       | Mohamed Juma Mselem Juma      |
| Doppio maschile     | Anton Kriel Nico Meerholz        | Gilles Allet Eddy Clarisse       | Roy Dempsey Eddie Ward        |
| Doppio femminile    | Augusta Phillips Tracey Thompson | Lina Fourie Vanessa van der Walt | Gudrun Murray Ella Scholtz    |
| Doppio femminile    | Augusta Phillips Tracey Thompson | Lina Fourie Vanessa van der Walt | Bianca Kustner Heidi Spinas   |
| Doppio misto        | Anton Kriel Lina Fourie          | Alan Phillips Augusta Phillips   | Mohamed Juma Nasra Juma       |
| Doppio misto        | Anton Kriel Lina Fourie          | Alan Phillips Augusta Phillips   | Nico Meerholz Tracey Thompson |
| Gara a squadre e    | Sudafrica                        | Nigeria                          | Template:TAZ                  |
| Gara a squadre e    | Sudafrica                        | Nigeria                          | Mauritius                     |